# Roode Steen
De Roode Steen of Kaasmarkt is het centrale plein van Hoorn op het kruispunt van de Grote Noord, Kerkstraat en Grote Oost.  Het wordt gekenmerkt door het 17e-eeuwse Statencollegegebouw, waarin zich het Westfries Museum bevindt en de Waag. De Roode Steen is een centrale plaats voor evenementen en horeca. De Roode Steen is vernoemd naar een steen waarop executies plaatsvonden. De originele steen bevindt zich in het Westfries Museum, op het plein is een replica aangebracht.
De Roode Steen, Grote Oost en het West liggen alle drie op de Westfriese Omringdijk en maken daarmee deel uit van de oudste straten van Hoorn. Het plein is onderdeel van het Rijksbeschermd gezicht Hoorn. In het midden van het plein staat het standbeeld van Jan Pieterszoon Coen, een VOC-gouverneur uit Hoorn, gemaakt door Ferdinand Leenhoff. 
Tot aan 1797 stond het stadhuis van Hoorn aan het plein. Dit werd vanwege de slechte staat gesloopt en het stadhuis werd gevestigd in het verderop gelegen Statenlogement. In 1964 vond archeologisch onderzoek plaats naar de fundamenten van het stadhuis onder het plein.
In 1918 werd op de hoek met het Grote Noord het Wilson Theater gebouwd in art deco stijl. In 2000 brandde dit gebouw uit. Tot aan de Tweede Wereldoorlog werd op de Roode Steen de kaasmarkt gehouden, de grootste van Noord-Holland, en werd het plein ook 'Kaasmarkt' genoemd. Vanaf 2007 wordt de kaasmarkt in de zomermaanden nagespeeld.
In 2004 werd door de gemeente 'operatie Roode Steen' uitgevoerd om het plein autovrij te maken. Na een juridische procedure werd dit weer teruggedraaid.

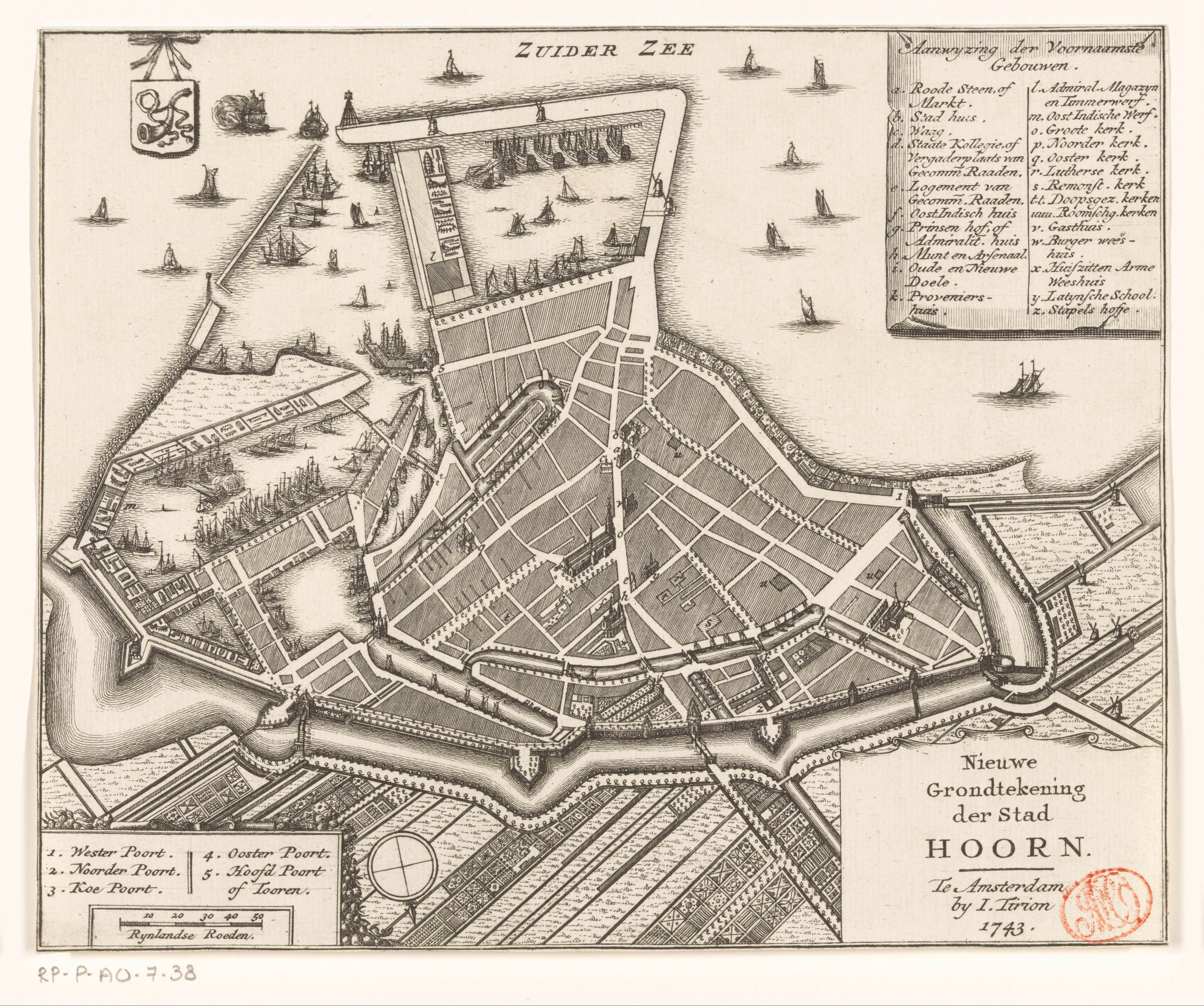
Plattegrond van Hoorn rond 1780 met in het midden de Roode Steen
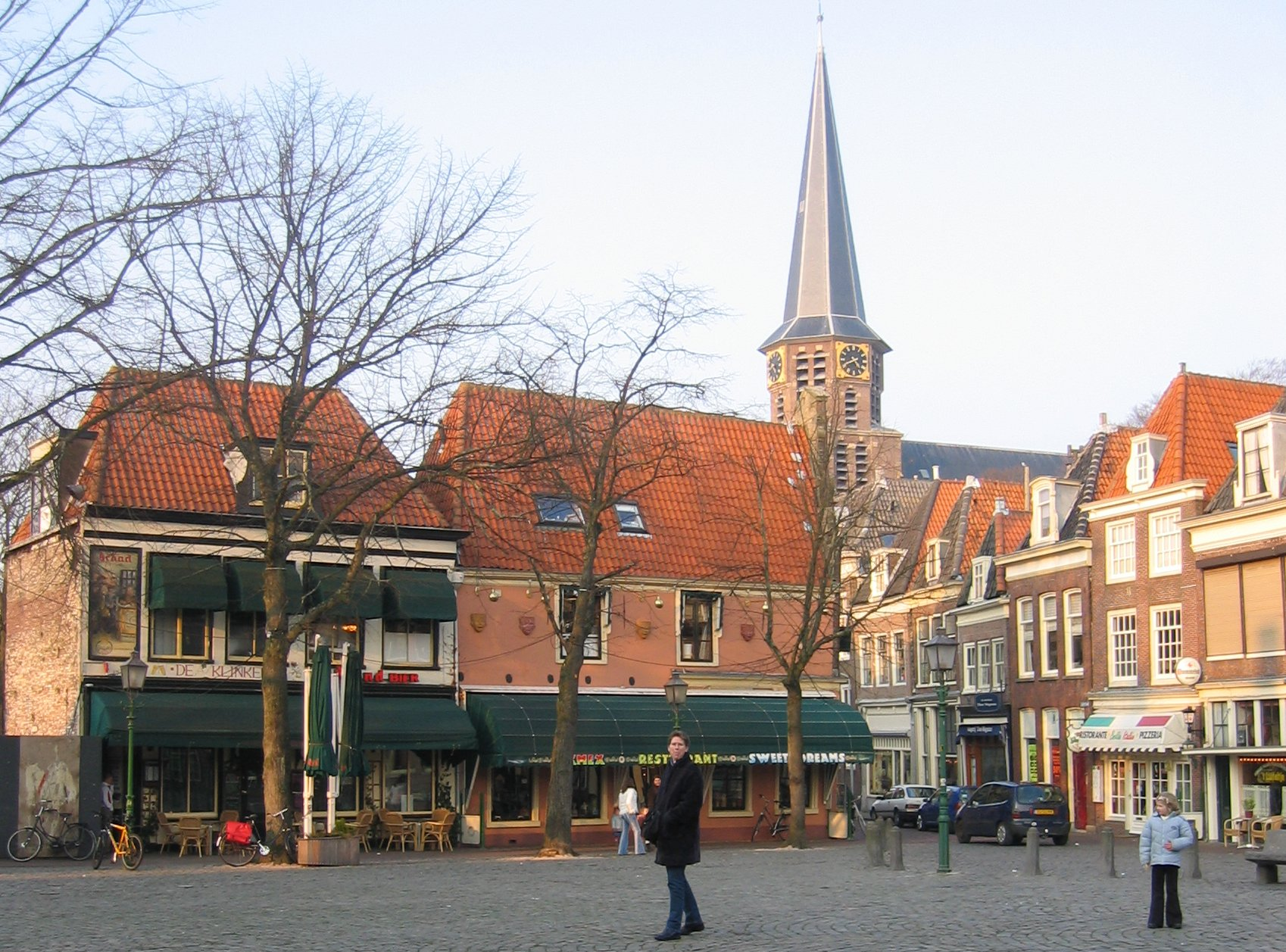
De Roode Steen, op de achtergrond de Grote Kerk
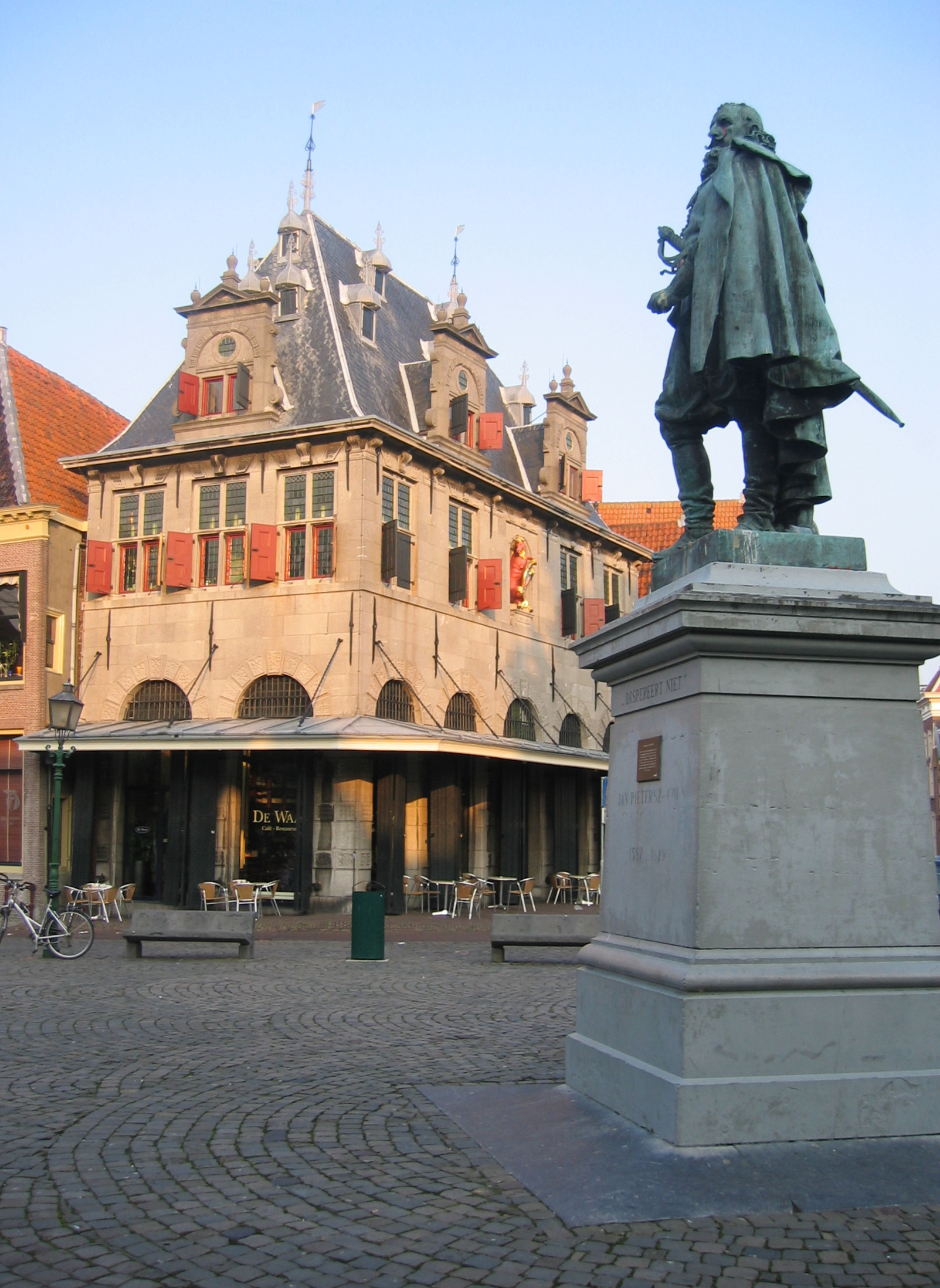
Standbeeld van Jan Pieterszoon Coen
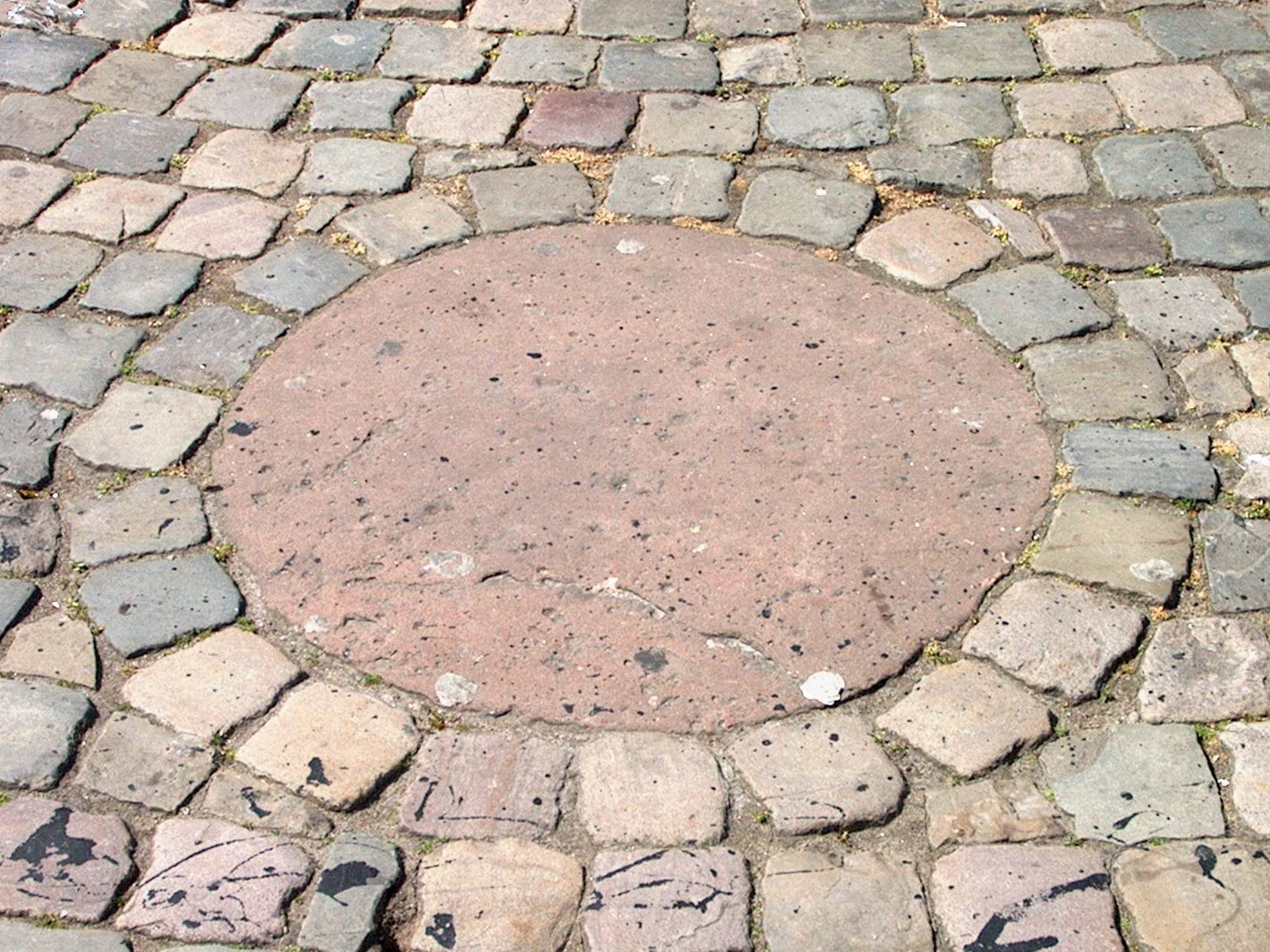
Een replica van de "Roode Steen" waar het plein zijn naam aan dankt

Straten: ABC
· Achter de Vest
· Achter op 't Zand
· Achterom
· Achterstraat
· Appelhaven
· Baanstraat
· Bierkade
· Binnenluiendijk
· Breed
· Breestraat
· Buurtje
· Dal
· Draafsingel
· Dubbele Buurt
· G.J. Henninkstraat
· Gasfabriekstraat
· Gedempte Appelhaven
· Gedempte Turfhaven
· Gerritsland
· Gouw
· Grashaven
· Gravenstraat
· Grote Noord
· Grote Oost
· Hoge Vest
· Jeudje
· Italiaanse Zeedijk
· Keern (gedeeltelijk)
· Kerkstraat
· Kleine Noord
· Kleine Oost
· Koepoortsweg (gedeeltelijk)
· Korenmarkt
· Korte Achterstraat
· Kruisstraat
· Kuil
· Lange Kerkstraat
· Lindestraat
· Munnickenveld
· Muntstraat
· Nieuwe Noord
· Nieuwendam
· Nieuwland
· Nieuwstraat
· Noorderstraat
· Onder de Boompjes
· Oude Doelenkade
· Pakhuisstraat
· Peperstraat
· Ramen
· Scharloo
· Schuijteskade
· Slapershaven
· Spoorstraat
· Trommelstraat
· Turfhaven
· Veemarkt
· Veermanskade
· Venidse
· Vijzelstraat
· Vismarkt
· Visserseiland
· Vollerswaal
· West
· Westerdijk
· Wisselstraat
· Zon

Pleinen: De Driestal
· Kazerneplein
· Kerkplein
· Koepoortsplein
· Noorderveemarkt
· Roode Steen
· Vale Hen

Stegen: 't Glop
· Appelsteeg
· Arminiaanse Glop
· Bagijnensteeg
· Bottelsteeg
· Bottersteeg
· Broeksteeg
· Brouwerijsteeg
· Clara's Klooster
· De Zak
· Duinsteeg
· Foreestensteeg
· Geldersesteeg
· Gortsteeg
· Hanekamsteeg
· Hemelsteeg
· Hoogesteeg
· Jan Haringsteeg
· Jan van Necksteeg
· Jeroenensteeg
· Kleine Havensteeg
· Kloppoort
· Knipboogsteeg
· Mallegomsteeg
· Melknapsteeg
· Molsteeg
· Mosterdsteeg
· Nieuwsteeg
· Oosterkerksteeg
· Paardensteeg
· Paradijssteeg
· Pieterseliesteeg
· Pompsteeg
· Proostensteeg
· Schellinkhoutersteeg
· Schoolsteeg
· Schotland
· Sliep Schaar en Messteeg
· Slijksteeg
· Smelterssteeg
· Tempelsteeg
· Turfsteeg
· Watertje
· Wester St. Jansteeg
· Wijdebrugsteeg
· Wijdesteeg
· Zevenhoeksesteeg
· Zoutkeetsteeg